# Arthur Decabooter
Arthur Decabooter (Welden, 3 de outubro de 1936 – Zingem, 26 de maio de 2012) foi um ciclista belga, profissional entre 1959 e 1967, cujos maiores sucessos desportivos obteve-os na Volta a Espanha onde obteve 3 vitórias de etapa, e no Volta à Flandres onde conseguiria a vitória na 1960.

## Palmarés
| - 1958 - Nokere Koerse - 1959 - Grande Prêmio da Villa de Zottegem - Circuito de Houtland - 1960 - Volta à Flandres - 2 etapas na Volta a Espanha e classificação por pontos - 1 etapa na Volta à Bélgica - Através de Flandres - 3.º no Campeonato da Bélgica de ciclismo de estrada - 1961 - 1 etapa na Volta a Espanha - Omloop Het Volk - E3 Harelbeke - G.P. de Denain | - 1964 - Kuurne-Bruxelas-Kuurne - Circuito de Houtland - 1965 - Nokere Koerse - 3.º no Campeonato da Bélgica de ciclismo de estrada - 1966 - 2 etapas na Volta à Andaluzia - 1 etapa nos Quatro Dias de Dunquerque - Elfstedenronde |

## Resultados nas grandes voltas
| Corrida            | 1959 | 1960 | 1961 | 1962 | 1963 | 1964 | 1965 | 1966 | 1967 |
| ------------------ | ---- | ---- | ---- | ---- | ---- | ---- | ---- | ---- | ---- |
| Giro d'Italia      | -    | -    | -    | Ab.  | -    | -    | -    | -    | -    |
| Tour de France     | -    | -    | -    | Ab.  | Ab.  | Ab.  | -    | -    | -    |
| Volta a Espanha    | -    | 10.º | Ab.  | -    | -    | 16.º | -    | -    | -    |
| Mundial em Estrada | -    | -    | -    | -    | -    | -    | Ab.  | -    | -    |